# Хазира Зайнаб султан ханум
Хазираси Зайнаб султан ханум — архитектурный памятник находящийся в Бухаре (Узбекистан). Хазираси Зайнаб находится в архитектурном комплексе Чор Бакр, построенном в XVII веке. Хазираси Зайнаб внесена в национальный список объектов недвижимого, материального и культурного наследия Узбекистана. Хазираси Зайнаб является входом в сокровищницу султан-ханум со стороны сокровищницы Имамата, отсюда находятся 3 чиллаханы. Хазира обнесена стеной со всех четырех сторон и имеет основание в 3 метра над уровнем земли. Нижняя часть стены облицована желтыми камнями, а нижняя стена облицована кирпичами. Отделка стен выполнена в теплых тонах и в базиликовых. В настоящее время ее образцы в некоторой степени сохранились. Украшения которыми была украшена эта Хазира, не встречаются в других местах. Между кирпичами и желтыми камнями был проложен крепкий тростник. Этот тростник был настолько прочен, что пока отверсти. По словам одного историка Раджабовой, на этих захоронениях могли быть мраморные камни, или они использовались для других захоронений. Первый камень «Сагона» был украшен узорчатыми надписями и различными рисунками. На нем есть надпись: «Эта Хазира принадлежит благочестивой госпоже Зайнаб Султан шадаси, которая была помилована. Она была дочкой Мухаммада Мирзы. Дата смерти: месяц Раджаб, 1080 г. хиджры». Эта надпись была сделана в 1680 году. Второй камень также использовался во второй раз. Ходжи Джойбори пожертвовали много участков земли для Зайнаб султан ханум. После обретения Узбекистаном независимости в Хазире был проведен ремонт. В 1999 году все здания Хазиры были отремонтированы.